# Danh sách chương truyện Chainsaw Man
Chainsaw Man là một series manga Nhật Bản được viết và minh họa bởi Fujimoto Tatsuki. Phần đầu tiên của bộ truyện, Arc Cục Bảo An Xã Hội (公安編 Kōan-hen), được đăng trong tạp chí manga shōnen của Shueisha là Weekly Shōnen Jump từ ngày 3 tháng 12 năm 2018, đến ngày 14 tháng 12 năm 2020. Sau phần kết của bộ truyện trên Weekly Shōnen Jump, phần thứ hai được thông báo sẽ phát hành trên tạp chí trực tuyến Shōnen Jump + của Shueisha. Vào ngày 19 tháng 12 năm 2020, phần thứ hai mang tên arc Trường học (学校編 Gakkō-hen) được công bố, trong đó nội dung sẽ xoay quanh việc Denji đi học. Phần thứ hai bắt đầu được đăng dài kỳ kể từ ngày 13 tháng 7 năm 2022. Shueisha đã tập hợp các chương truyện thành các tập tankōbon. Tập truyện đầu tiên được phát hành vào ngày 4 tháng 3 năm 2019. Cho đến ngày 4 tháng 7 năm 2025, tổng cộng 21 bộ truyện đã được phát hành.
Tại Bắc Mỹ, Viz Media đã xuất bản hai chương đầu tiên của bộ truyện trên tạp chí kỹ thuật số Weekly Shonen Jump của họ cho "Jump Start". Bộ truyện sau đó đã được xuất bản trên nền tảng kỹ thuật số Shonen Jump sau khi Weekly Shonen Jump bị hủy bỏ. Shueisha cũng đã xuất bản phiên bản chuyển ngữ tiếng Anh của bộ truyện trên ứng dụng và trang web có tên là Manga Plus bắt đầu từ tháng 1 năm 2019. Vào tháng 2 năm 2020, Viz Media đã công bố phát hành bản in và bản kỹ thuật số của bộ manga. Tập truyện đầu tiên được phát hành vào ngày 6 tháng 10 năm 2020. Tính tới ngày 7 tháng 6 năm 2022, 11 tập truyện đã được phát hành.

Tại Việt Nam, Nhà xuất bản Trẻ xác nhận mua bản quyền của bộ truyện vào giữa tháng 10 năm 2021.Tập đầu tiên của phiên bản chuyển ngữ tiếng Việt được phát hành vào ngày 11 tháng 11 năm 2022. Tính đến ngày 28 tháng 4 năm 2023, 11 tập truyện đã được phát hành.

## Danh sách tập truyện
| 1. Chó và Cưa máy (犬とチェンソー Inu to Chensō) 2. Nơi ở của Pochita (ポチタの行方 Pochita no Yukue) 3. Đến Tokyo (東京到着 Tōkyō Tōchaku) 4. Power (パワー Pawā) 5. Con đường với ngực (胸を揉む方法 Mune o Momu Hōhō) 6. Đi làm (使役 Shieki) 7. Nơi ở của Nyako (ニャーコの行方 Nyāko no Yukue) |

| 1. Cưa máy VS Dơi (チェンソーVSコウモリ Chensō VS Kōmori) 2. Giải cứu (救出 Kyūshutsu) 3. Kon (コン) 4. Thỏa hiệp (妥協 Dakyō) 5. Mâm mó (揉む Momu) 6. Quỷ súng (銃の悪魔 Jū no Akuma) 7. Nụ hôn quyến rũ (エロキス Ero Kisu) 8. Vòng lặp tầng 8 (エンドレス8階 Endoresu Hachi-kai) 9. Hương vị lần đầu (はじめての味 Hajimete no Aji) |

| 1. Denji o Korose (デンジを殺せ Denji o Korose) 2. Chensō VS Eien (チェンソーVS永遠 Chensō VS Eien) 3. Nōberu-shō (ノーベル賞 Nōberu-shō) 4. Nomi (飲み Nomi) 5. Kisu no Oaji (キスのお味 Kisu no Oaji) | 1. Chuppa Chapusu Kōra Aji (チュッパチャプス コーラ味 Chuppa Chapusu Kōra Aji) 2. Jūsei (銃声 Jūsei) 3. Noroi (呪い Noroi) 4. Gōsuto・Hebi・Chensō (ゴースト・ヘビ・チェンソー Gōsuto・Hebi・Chensō) |

| 1. Jū wa Tsuyoshi (銃は強し Jū wa Tsuyoshi) 2. Kyōto Yori (京都より Kyōto Yori) 3. Himitsu to Uso (秘密と嘘 Himitsu to Uso) 4. 100-ten Manten (100点満点 100-ten Manten) 5. Motto Boroboro (もっとボロボロ Motto Boroboro) | 1. Mirai Saikō (未来最高 Mirai Saikō) 2. Kurikaeshi Kurikaeshi (繰り返し繰り返し Kurikaeshi Kurikaeshi) 3. Sakusen Kaishi (作戦開始 Sakusen Kaishi) 4. Zen'in Shūgō (全員集合 Zen'in Shūgō) |

| 1. Vị thành niên (末成年 Miseinen) 2. Kiếm Nhật VS Cưa máy (日本刀VSチェンソー Nihontō VS Chensō) 3. Tàu - Đầu - Cưa (電車・頭・チェンソー Densha・Atama・Chensō) 4. Phục thù nhẹ nhàng (気楽に復讐を! Kiraku ni Fukushū o!) 5. Nhất định sẽ khóc (きっと泣く Kitto Naku) | 1. Tình yêu - Hoa - Cưa (恋・花・チェンソー Koi・Hana・Chensō) 2. Trước cơn bão (嵐の前 Arashi no Mae) 3. Dạy tôi bơi đi (泳ぎ方を教えて Oyogikata o Oshiete) 4. Jane ngủ say trong nhà thờ (ジェーンは教会で眠った Jēn wa Kyōkai de Nemutta) |

| 1. Ban Ban Ban (バン バン バン Ban Ban Ban) 2. Bakuhatsu Biyori (爆発日和 Bakuhatsu Biyori) 3. Minagoroshi no Merodi (皆殺しのメロディ Minagoroshi no Merodi) 4. Onna Un (女運 Onna Un) 5. Bon Bon Bon (ボンボンボン Bon Bon Bon) | 1. Same Harikēn (サメハリケーン Same Harikēn) 2. Shākunēdo (シャークネード Shākunēdo) 3. Dāku Daibingu (ダークダイビング Dāku Daibingu) 4. Shitsuren・Hana・Chensō (失恋・花・チェンソー Shitsuren・Hana・Chensō) |

| 1. Yume no Naka (夢の中 Yume no Naka) 2. Enoshima ni Iku ni wa (江の島にいくには Enoshima ni Iku ni wa) 3. Rettsu Gō (レッツゴー Rettsu Gō) 4. Noroi to Hajimete (呪いと初めて Noroi to Hajimete) 5. Totsuzen (突然 Totsuzen) | 1. Kurose Yūtarō (黒瀬ユウタロウ Kurose Yūtarō) 2. Mechakucha (めちゃくちゃ Mechakucha) 3. Kwanshi to Majin-tachi Yonjūkyūnin-giri (クァンシと魔人達四十九人斬り Kwanshi to Majin-tachi Yonjūkyūnin-giri) 4. Nyūsu Repōtā (ニュースレポーター Nyūsu Repōtā) |

| 1. Chō Mechakucha (ちょうめちゃくちゃ Chō Mechakucha) 2. Jigoku Ryokō (地獄旅行 Jigoku Ryokō) 3. Werukamu tū za Heru (ウェルカムトゥーザヘル Werukamu tū za Heru) 4. Yami no Akuma (闇の悪魔 Yami no Akuma) 5. Wan! (ワン！ Wan!) | 1. Saisho no Debiru Hantā (最初のデビルハンター Saisho no Debiru Hantā) 2. Dāku Pawā (ダークパワー Dāku Pawā) 3. Shainingu Pawā (シャイニングパワー Shainingu Pawā) 4. Tsumu (摘む Tsumu) |

| 1. Ofuro (お風呂 Ofuro) 2. Minna Issho (みんな一緒 Minna Issho) 3. Nichijō no Owari ni (日常の終わりに Nichijō no Owari ni) 4. Nami no Iu Koto (波の言う事 Nami no Iu Koto) 5. "9.12" | 1. Akecha Dame (開けちゃダメ Akecha Dame) 2. Chaimu Chaimu Chaimu (チャイムチャイムチャイム Chaimu Chaimu Chaimu) 3. Yuki Gassen (ゆきがっせん Yuki Gassen) 4. Kyatchi Bōru (キャッチボール Kyatchi Bōru) |

| 1. Inu no Kimochi (犬の気持ち Inu no Kimochi) 2. Otete (おてて Otete) 3. Chōshoku wa Shikkari (朝食はしっかり Chōshoku wa Shikkari) 4. Shi Fukkatsu Chensō (死・復活・チェンソー Shi Fukkatsu Chensō) 5. Jigoku no Hīrō (地獄のヒーロー Jigoku no Hīrō) | 1. Chō Chō Chō Ī Kanji (超跳腸・胃胃肝血 Chō Chō Chō Ī Kanji) 2. Dēto Chensō (デートチェンソー Dēto Chensō) 3. Chensō Man Bāsasu Kyōfu no Buki Ningen (チェンソーマン VS 恐怖の武器人間 Chensō Man Bāsasu Kyōfu no Buki Ningen) 4. Sutā Chensō (スターチェンソー Sutā Chensō) |

| 1. Cố lên Chainsaw Man (がんばれチェンソーマン Ganbare Chensō Man) 2. Siêu Power (超パワー Chō Pawā) 3. Power Power Power (パワー・パワー・パワー Pawā Pawā Pawā) 4. Vanilla Sky (バニラスカイ Banira Sukai) 5. Em và những bộ phim dở ẹc (君と糞映画 Kimi to Kuso Eiga) | 1. Chainsaw Man đối đầu vũ khí con người (チェンソーマン 対 武器人間ズ Chensō Man Tai Buki Ningenzu) 2. Chainsaw Man VS Ác quỷ chi phối (チェンソーマン VS 支配の悪魔 Chensō Man VS Shihai no Akuma) 3. Mùi vị thế này (こんな味 Konna Aji) 4. I Love Chainsaw (愛・ラブ・チェンソー Ai Rabu Chensō) |

| 1. Tori to Sensō (鳥と戦争 Tori to Sensō) 2. Ni-wa (2羽 Ni-wa) 3. Hadashi no Arukikata (裸足の歩き方 Hadashi no Arukikata) | 1. Hōkago Debiru Hantā (放課後デビルハンター Hōkago Debiru Hantā) 2. Sēbu za Kyatto (セーブザキャット Sēbu za Kyatto) 3. Denji Dorīmu (デンジドリーム Denji Dorīmu) |

| 1. Netabare (ネタバレ Netabare) 2. Shakunetsu (灼熱 Shakunetsu) 3. Takibi (焚火 Takibi) 4. Gakkō no Shūgekisha (学校の襲撃者 Gakkō no Shūgekisha) 5. Asa no Taisetsu na Mono (アサの大切なもの Asa no Taisetsu na Mono) 6. Kantan na Ijime no Nakushi Kata (簡単なイジメのなくしかた Kantan na Ijime no Nakushi Kata) 7. Yoru no Chaimu (夜のチャイム Yoru no Chaimu) 8. Aha Ha Ha Ha (アハハハハ Aha Ha Ha Ha) 9. Neko to Hanzaisha no Aida (猫と犯罪者の間 Neko to Hanzaisha no Aida) |

| 1. Pengin ga Mitai! (ペンギンが見たい！ Pengin ga Mitai!) 2. Endoresu Suizokukan (エンドレス水族館 Endoresu Suizokukan) 3. Imadoki no Kōkōsei (今時の高校生 Imadoki no Kōkōsei) 4. Hitode no Aji (ヒトデの味 Hitode no Aji) 5. Pengin to Buki (ペンギンと武器 Pengin to Buki) 6. Wakare no Aisatsu (別れの挨拶 Wakare no Aisatsu) 7. Dorobō (泥棒 Dorobō) 8. Toraianguru (トライアングル Toraianguru) 9. Kōfukuron (幸福論 Kōfukuron) 10. Daiyogen (大予言 Daiyogen) |

| 1. Zensai (前菜 Zensai) 2. Sūpu (スープ Sūpu) 3. Ringo Manbiki-han (林檎万引き犯 Ringo Manbiki-han) 4. Guchagucha Faito (ぐちゃぐちゃファイト Guchagucha Faito) 5. Sēbu za Asa (セーブザアサ Sēbu za Asa) 6. Mein Disshu (メインディッシュ Mein Disshu) 7. Tasukete Chensō Man (助けてチェンソーマン Tasukete Chensō Man) 8. Kiru Biru (斬るビル Kiru Biru) 9. Kuso no Aji (糞の味 Kuso no Aji) 10. Hogo (保護 Hogo) 11. Chensō Man Demo (チェンソーマンデモ Chensō Man Demo) |

| 1. Futsū no Shiawase (普通の幸せ Futsū no Shiawase) 2. Senchimentaru Doraibu (センチメンタルドライブ Senchimentaru Doraibu) 3. Futsū no Hibi (普通の日々 Futsū no Hibi) 4. Chū Chū Raburī Muni Muni Mura Mura (チューチューラブリームニムニムラムラ Chū Chū Raburī Muni Muni Mura Mura) 5. Sōdo Man (ソードマン Sōdo Man) 6. Isu no Kimochi (イスの気持ち Isu no Kimochi) 7. Tenbin (天秤 Tenbin) 8. Futsū no Jinsei Purasu (普通の人生プラス Futsū no Jinsei Purasu) 9. Denji Fan Kurabu (デンジファンクラブ Denji Fan Kurabu) 10. Gaō (がおー Gaō) |

| 1. Jū Kugi Katana (銃・釘・刀 Jū Kugi Katana) 2. Kunbaya (クンバヤ Kunbaya) 3. Chensō Man Sensō (チェンソーマン戦争 Chensō Man Sensō) 4. Kasō (火葬 Kasō) 5. 606-gōshitsu Ken (606号室剣 606-gōshitsu Ken) 6. Akuma no Sentaku (悪魔の選択 Akuma no Sentaku) 7. Yume no Tsugi (夢の次 Yume no Tsugi) 8. Kaettekita Chensō Man (帰ってきたチェンソーマン Kaettekita Chensō Man) 9. Massāji (マッサージ Massāji) 10. Chensō Man Hantā (チェンソーマンハンター Chensō Man Hantā) |

| 1. Minna Petto (みんなペット Minna Petto) 2. Mae no Watashi (前の私 Mae no Watashi) 3. Ba Ba Ba Ba Vu Vu Vu Vu Barabara (ババババヴヴヴヴバラバラ Ba Ba Ba Ba Vu Vu Vu Vu Barabara) 4. Shingaku Shikin (進学資金 Shingaku Shikin) 5. Gyonī Girochin (ギョニーギロチン Gyonī Girochin) 6. Atakku on Samurai (アタックオンサムライ Atakku on Samurai) 7. Shinzō no Ugoku Muki (心臓の動く向き Shinzō no Ugoku Muki) 8. Chensō Man Pazuru (チェンソーマンパズル Chensō Man Pazuru) 9. Osoroshii Yatsu (恐ろしい奴 Osoroshii Yatsu) 10. Yume no Tamakin (夢のタマキン Yume no Tamakin) 11. Yakeato (焼け跡 Yakeato) |

| 1. Itsumo no Fūkei (いつもの風景 Itsumo no Fūkei) 2. Ame Sōpu Setsudan (雨・ソープ・切断 Ame Sōpu Setsudan) 3. Chō Chū (超チュー Chō Chū) 4. Kisu Suki Superuma (キス・好き・スペルマ Kisu Suki Superuma) 5. Te to Tekiō (手と適応 Te to Tekiō) 6. Sushi no Tabekata (寿司の食べ方 Sushi no Tabekata) 7. Tokui Goka (特異5課 Tokui Goka) 8. Vuvun! Dōn! Gabu! (ヴヴン！ドオン！ガブ！ Vuvun! Dōn! Gabu!) 9. Sukoshi Kikoeteru (少し聞こえてる Sukoshi Kikoeteru) 10. Ōi Oi (おーい老い Ōi Oi) 11. Ryō no Te (両の手 Ryō no Te) |

| 1. Nishi (二子 Nishi) 2. Hitosashiyubi (人差し指 Hitosashiyubi) 3. Jū no Megami (銃の女神 Jū no Megami) 4. Vanvaga (ヴァンヴァガ Vanvaga) 5. Oi no Sekai (老いの世界 Oi no Sekai) 6. Ki ni Naru Ki (気になる木 Ki ni Naru Ki) | 1. Kawaii Kao (可愛い顔 Kawaii Kao) 2. Gero Kao Ero (ゲロ・顔・エロ Gero Kao Ero) 3. Hashire Denji (走れデンジ Hashire Denji) 4. I wa Isekai (胃は異世界 I wa Isekai) 5. Gyu Bo Vuvun (ギュッ・ボッ・ヴヴン Gyu Bo Vuvun) |

| 1. Gerore! (ゲロれ！ Gerore!) 2. Tako Wō Chensō (蛸・ウォー・チェンソー Tako Wō Chensō) 3. Hāto Pasu Okutopasu (ハートパス・オクトパス Hāto Pasu Okutopasu) 4. Moto no Sekai e (元の世界へ Moto no Sekai e) 5. Datte Akuma Dakara (だって悪魔だから Datte Akuma Dakara) 6. Akuma no Asobikata (悪魔の遊び方 Akuma no Asobikata) | 1. Bāningu Kisu (バーニングKISS Bāningu Kisu) 2. Tanoshimi Bunkasai (楽しみ文化祭 Tanoshimi Bunkasai) 3. Kiru Mī Namida (キルミー涙 Kiru Mī Namida) 4. Yattekita! Chensō Man! (やってきた！ チェンソーマン！ Yattekita! Chensō Man!) 5. San-byō (3秒 San-byō) 6. Kiga-chan Desu! (キガちゃんデス！ Kiga-chan Desu!) |

#### Danh sách các chương truyện chưa đóng thành tập tankōbon
Các chương truyện dưới đây chưa được xuất bản thành tập tankōbon.
1. Oishiku Tabeyō (おいしく食べよう Oishiku Tabeyō?)
2. Yūgai na Futari (有害な二人 Yūgai na Futari?)
3. Kyōfu tte no wa Kō! (恐怖ってのはこう！ Kyōfu tte no wa Kō!?)
4. Akuma Gattai (悪魔合体 Akuma Gattai?)
5. Hito Shīrudo (人シールド Hito Shīrudo?)
6. Hitori no Inochi de (一人の命で Hitori no Inochi de?)
7. Dare? (誰？ Dare??)
8. Mune Onna Shazai (胸・女・謝罪 Mune Onna Shazai?)
9. Bababababababababa! (バババババババババ！ Bababababababababa!?)
10. Yappa Iya (やっぱイヤ Yappa Iya?)
11. Osoroshī Heiki (恐ろしい兵器 Osoroshī Heiki?)
12. Pīsu (ピース Pīsu?)
13. Sensō Pantsu Chensō (戦争・パンツ・チェンソー Sensō Pantsu Chensō?)

Đây là một danh sách chưa hoàn chỉnh. Bạn có thể giúp Wikipedia .